# Jepkorir Rose Chepyator-Thomson
Jepkorir Rose Chepyator-Thomson (* 1954 in Kenia) ist eine ehemalige kenianische Mittel- und Langstreckenläuferin. Derzeit ist sie Professorin an der Abteilung für Bewegungswissenschaft an der University of Georgia.

## Werdegang
Sie wuchs als das älteste von elf Geschwistern einer Kalenjin-Familie in Kapkonga in der Provinz Rift Valley auf. Zweimal täglich lief sie fünf Kilometer zur Schule hin und zurück. 1974 heiratete sie den US-amerikanischen Lehrer Norman Frederic Thomson. Obwohl sie bald darauf Mutter wurde, setzte sie ihre läuferische Karriere fort.
1978 gewann sie über 1500 m Bronze bei den Panafrikanischen Spielen in Algier. Bei den Commonwealth Games in Edmonton schied sie über 1500 m im Vorlauf aus und wurde Achte über 3000 m.
Im Jahr darauf wurde sie Ost- und Zentralafrikameisterin über 3000 m. Bei den Leichtathletik-Afrikameisterschaften 1979 holte sie Silber über 1500 m und 3000 m.
Im selben Jahr zog sie mit ihrem Ehemann und den beiden gemeinsamen Kindern in die Vereinigten Staaten, wo sie ein Studium an der University of Wisconsin–Madison begann. Der Boykott Kenias verhinderte eine Teilnahme an den Olympischen Spielen in Moskau.
1990 promovierte sie zum Thema Stratification in an American secondary school: Issues of race, class, gender, and physical ability in physical education. Danach war sie Dozentin für Sportwissenschaft und Trainerin an der State University of New York at Brockport, bis sie 1996 zur University of Georgia wechselte.
Mit ihrem 2013 verstorbenen Ehemann Norm Thomson, ebenfalls Professor an der University of Georgia, hatte sie drei Söhne.

## Bestzeiten
- 1500 m: 4:16,08 min
- 3000 m: 9:17,37 min

## Veröffentlichungen
- (Hrsg.): African Women and Globalization. Africa World Press, 2005, ISBN 1592213537
- mit Shan-Hui Hsu (Hrsg.): Global Perspectives on Physical Education and After-School Sport Programs. University Press of America, 2013, ISBN 0761861181